# Bérangère Couillard
Bérangère Couillard (ur. 24 lipca 1986 w Rennes) – francuska polityk reprezentująca partię La République En Marche! W wyborach parlamentarnych w czerwcu 2017 r. została wybrana do francuskiego Zgromadzenia Narodowego, w którym reprezentuje departament Żyronda.